# Campionati europei di dressage 1999
I Campionati europei di dressage 1999 si sono svolti ad Arnhem, nei Paesi Bassi. 

## Podi
| Evento           | Oro               | Argento        | Bronzo           |
| Gara individuale | Anky van Grunsven | Ulla Salzgeber | Arjen Teeuwissen |
| Gara a squadre   | Germania          | Paesi Bassi    | Danimarca        |

## Medagliere
| Posiz. | Nazione     | Oro | Argento | Bronzo | Totale |
| ------ | ----------- | --- | ------- | ------ | ------ |
| 1      | Paesi Bassi | 1   | 1       | 1      | 3      |
| 2      | Germania    | 1   | 1       | 0      | 2      |
| 3      | Danimarca   | 0   | 0       | 1      | 1      |
| Totale | Totale      | 2   | 2       | 2      | 6      |